# Гортензия отклонённая
Гортензия отклонённая (лат. Hydrangea anomala) — вид цветковых растений семейства Гортензиевые (Hydrangeaceae). Естественный ареал — Азия.

## Ботаническое описание

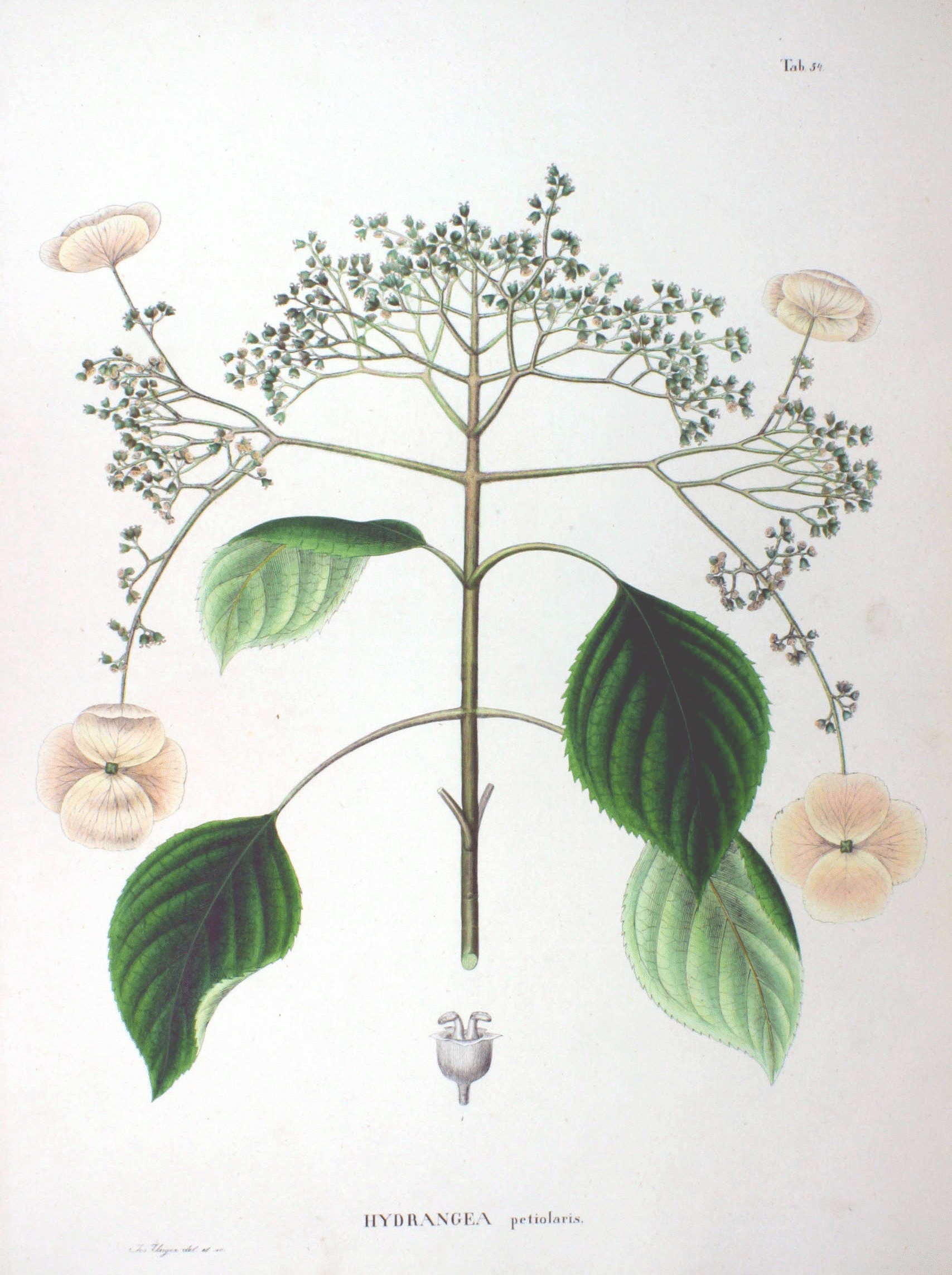
Hydrangea anomala subsp. petiolaris

Листопадная лиана высотой 2–4 метра, может достигать 12 метров в высоту. Ветки серо-коричневые, голые. Кора тонкая, отслаивается на старых ветвях.
Расположение листьев противоположное, голый или мелковолосистый черешок длиной от 2 до 8 сантиметров. Листовая пластинка простая, длиной от 6 до 17 см и шириной от 3 до 10 см, эллиптическая, яйцевидная или обратнояйцевидная, заострённая, с заострённым или слегка сердцевидным основанием и пильчатыми краями. Верхняя сторона листа голая, нижняя сторона также голая или слегка опушённая вдоль жилок, с бородками на осях жилок. Образуется от шести до восьми пар жилок. Сухие листья жёлто-коричневого цвета.
Гермафродитные или стерильные душистые цветки расположены в зонтиковидных, 12-15 сантиметров (при плодоношении до 30 сантиметров) широких, голых или слегка волосистых зонтиках или зонтичных метёлках. Немногочисленные стерильные цветки расположены по краям, а гермафродитные — в центре.
Длинностебельные стерильные цветки без венчика достигают 3,5 см в ширину. У них четыре увеличенных, размером 1-2 сантиметра, белых, широкояйцевидных, в основном цельнокрайных, петалоидных чашелистика.
Многочисленные, короткостебельные, мелкие, кремово-белые, пятилепестковые цветки с двойным околоцветником имеют чашечку длиной 1–1,5 миллиметра с яйцевидными или треугольными зубцами чашечки длиной 0,5–0,8 миллиметра. Чашевидные лепестки, рано опадающие и достигающие 3 мм в длину, срастаются на кончике. От 10 до 20 выступающих, относительно коротких тычинок неодинаковой длины, пыльники маленькие и округлые. Двух- или трёхкамерная завязь невелика, два или редко три коротких стилета отогнуты назад, их длина на плоде около 1,5 мм.
Мелкие многосемянные плоды-коробочки деревянистые, голые, диаметром от 2 до 4 мм, усечённые, с постоянными пестиками. Плоские семена размером от 0,7 до 1 мм, коричневатые, эллиптические или удлинённые. Имеют короткое крыло по всей окружности.
Период цветения в северном полушарии с мая по июль, плоды созревают в сентябре-октябре.
Впервые вид был научно описан Дэвидом Доном в 1825 году.

## Распространение и экология
Естественный ареал простирается от умеренного до тропического пояса Азии. Вид встречается в китайских провинциях Аньхой, Фуцзянь, Ганьсу, Гуандун, Гуанси, Гуйчжоу, в Тибете, на Тайване, в Бутане, Непале и Мьянме, а также в индийских штатах Аруначал-Прадеш, Ассам, Химачал-Прадеш, Пенджаб, Сикким, Уттар-Прадеш и Западная Бенгалия. Произрастает в прохладных, влажных лесах, в долинах, вдоль рек или на скалистых горных склонах на высоте от 500 до 2900 метров на хорошо дренированных, свежих или влажных, кислых или нейтральных, умеренно богатых питательными веществами почвах в светлых, затенённых, прохладных или холодных местах. Вид морозоустойчив.
Иногда используется в качестве садового растения из-за своих красивых цветов, листья применяются в медицине.